# Coniopteryx (Xeroconiopteryx) perisi
Coniopteryx (Xeroconiopteryx) perisi is een insect uit de familie van de dwerggaasvliegen (Coniopterygidae), die tot de orde netvleugeligen (Neuroptera) behoort. 
Coniopteryx (Xeroconiopteryx) perisi is voor het eerst wetenschappelijk beschreven door Monserrat in 1976.